# Kaufmann Desert House
Kaufmann House
Pour les articles homonymes, voir Kaufmann et House.
Kaufmann House ou Kaufmann Desert House (maison Kaufmann du désert, en anglais) est une résidence de style architecture californienne moderne, construite en 1946 par l'architecte austro-californien Richard Neutra (1892-1970) à Palm Springs (à 200 km à l'est de Los Angeles) dans le désert de Californie aux États-Unis (ne pas confondre avec la première Kaufmann House, ou maison sur la cascade, des années 1930 de l'architecte Frank Lloyd Wright, du même propriétaire). Elle fait partie des maisons historiques les plus emblématiques de l'histoire de l'architecture aux États-Unis du XXe siècle (avec la maison sur la cascade, Robie House, Gropius House (en), Elrod House, ou Gamble House, etc.),,.

## Historique

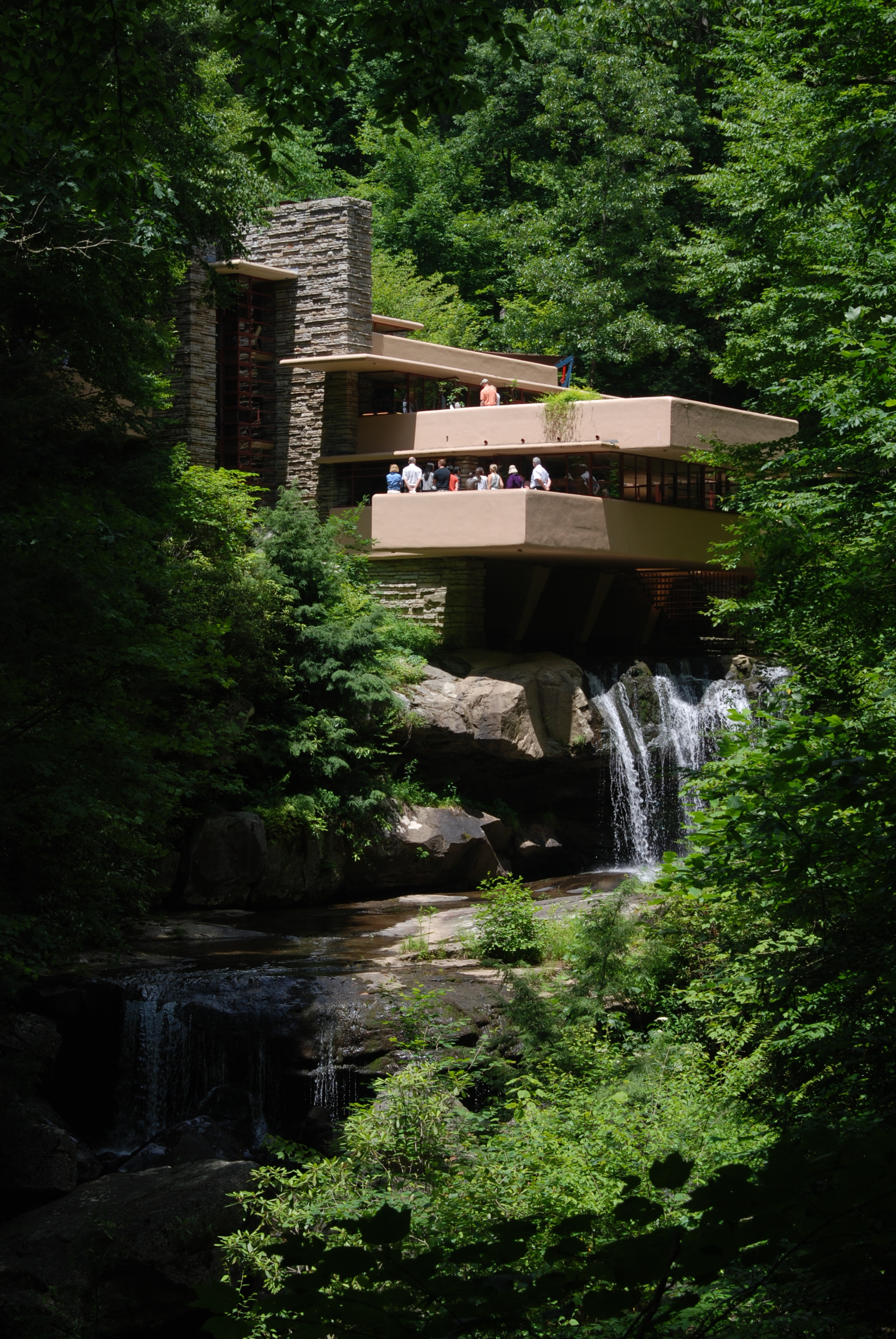
Première Kaufmann House (maison sur la cascade) des années 1930 au nord de New York, de l'architecte Frank Lloyd Wright.

Dix ans après avoir fait construire sa célèbre maison sur la cascade des années 1930, par l'architecte Frank Lloyd Wright, dans le style prairie School, en Pennsylvanie, au nord de L'État de New York, Edgar J. Kaufmann (en) (riche propriétaire de chaîne de grand magasin de Pittsburgh) fait construire cette nouvelle résidence secondaire de vacances en 1946 par l’architecte Richard Neutra (surnommé « l’architecte du rêve californien ») dans le désert des Mojaves, en Californie, à proximité de l'aéroport international de Palm Springs, vaste oasis luxuriant grâce à d'importantes sources d'eau naturelles locales, et haut lieu de villégiature des stars d'Hollywood de l'époque. Le chef d'entreprise veut quitter le froid hivernal de la Pennsylvanie.
Après avoir travaillé un temps avec Frank Lloyd Wright, et être devenu un célèbre architecte du style mouvement moderne et architecture californienne moderne, avec entre autres ses Lovell House de Los Angeles de 1929, et maison Miller de Palm Springs en 1937, Richard Neutra construit cette villa de vacances de 300 m2 sur deux étages, tout en pierre, verre, et acier, avec un grand espace salon, salle à manger, cuisine, modulable par des murs coulissants, baies vitrées ouvertes sur les vastes paysages naturels d'oasis exotique extérieurs, et sur le monts San Jacinto, cinq chambres et cinq salles de bains, avec toit-terrasse, patio, et piscine. Des passerelles mènent à deux chambres d'hôtes, et des rangées d'ailettes verticales mobiles protèges la maison des tempêtes de sable et de la chaleur intense du désert l'été. Après la disparition de Kaufmann en 1955, la maison est vendue, restaurée, et modifiée par de multiples propriétaires (dont le chanteur américain Barry Manilow). Elle est acquise pour 1,5 million de dollars en 1992 par le couple Brent et Beth Harris qui, en tant qu'agent immobilier et historienne de l'architecture, la font agrandir et rénover dans son état d'origine selon des photos de 1947 du célèbre photographe américain Julius Shulman, pour la revendre près de 15 millions de dollars aux enchères chez Christie's en 2008,.